# Lotus Elan
El Lotus Elan es un automóvil deportivo con carrocería descapotable o cupé producido por el fabricante de automóviles inglés Lotus Cars.
El original 26-Type, 26R Racing version, el 36 cupé, 45 cupé, y el 50-Type +2 cupé, entorno de 1962 a 1975, es como se conoce comúnmente a los Elan de los años 1960. El M100-Type de 1989 a 1995, también es comúnmente conocido como el Elan de los años 1990.

## Lotus Elan de los años 1960

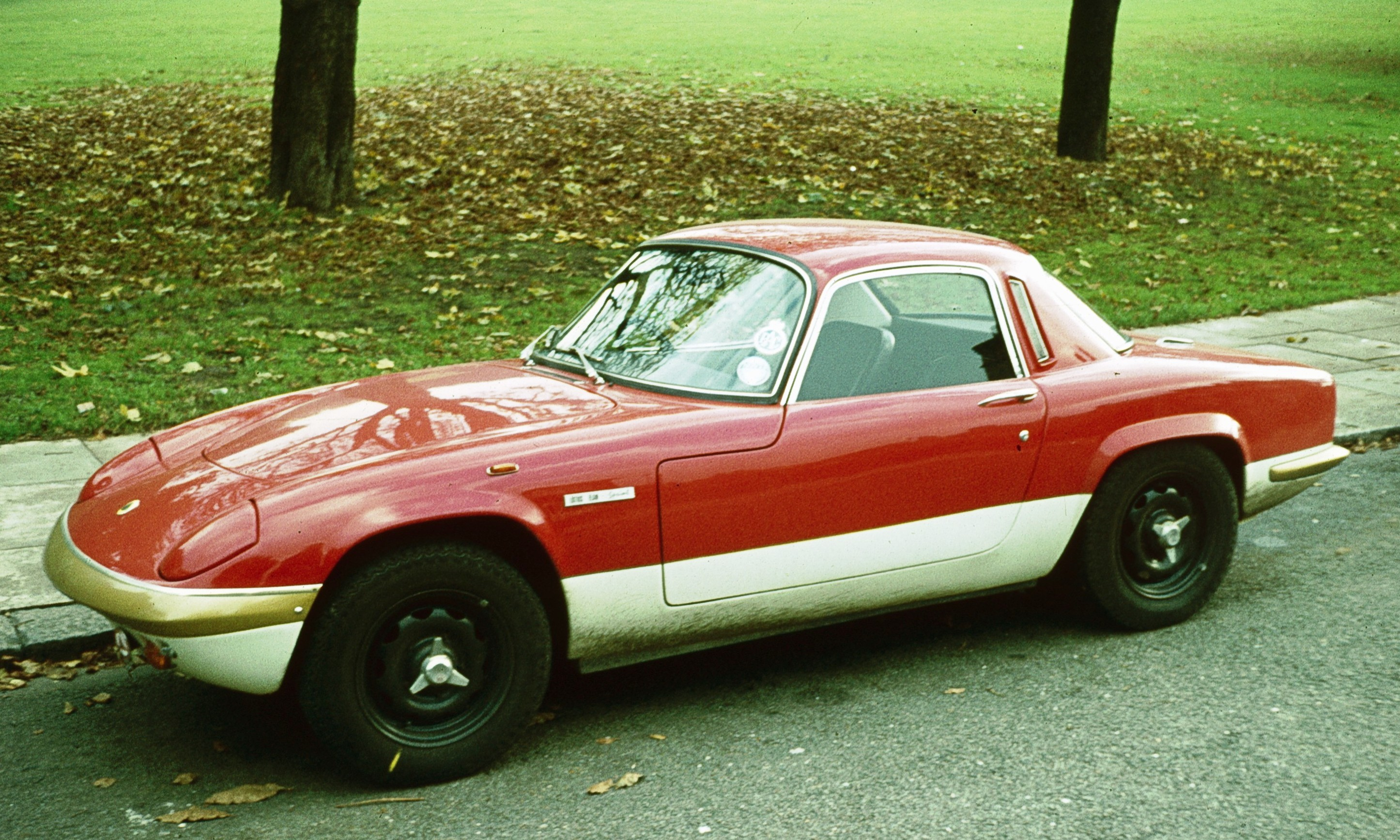
Lotus Elan con techo rígido.

El Elan original fue introducido en 1962 como un descapotable, aunque en 1963 se ofertaba un techo rígido opcional y en 1965 una versión cupé. Fue el primer coche de carretera de Lotus en usar un chasis con plataforma de acero y cuerpo en fibra de vidrio. Con 680 kg de peso, el Elan plasmaba la filosofía de diseño de mínimo peso de Colin Chapman.
Las primeras versiones del Elan también estaban disponibles con un paquete para que fuera montado por el cliente. El Elan era tecnológicamente avanzado con un motor de 1558 cc twin-cam, freno de disco en las cuatro ruedas y suspensión independiente en las 4 ruedas.

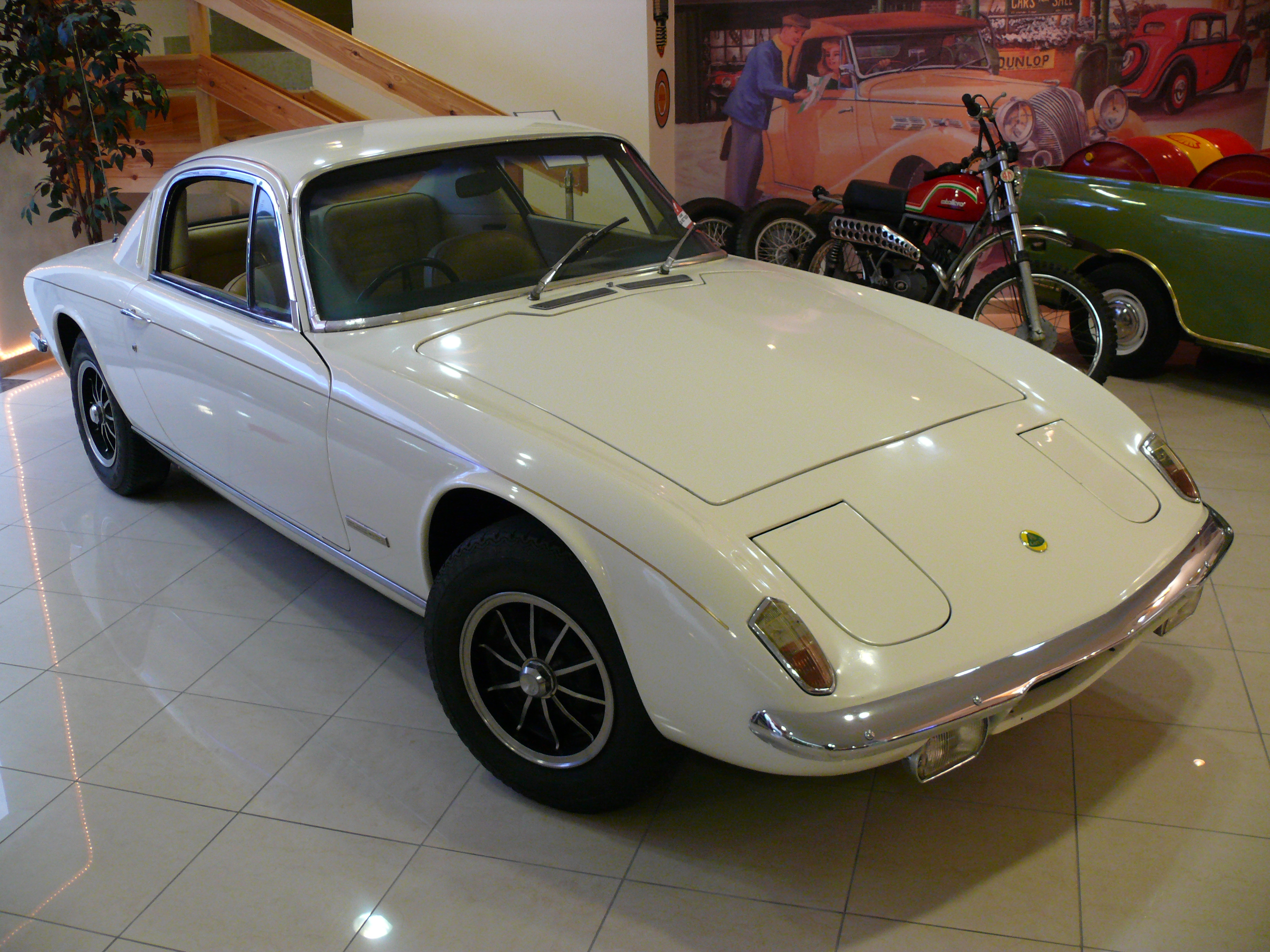
Lotus Elan +2.

En 1967 apareció un nuevo modelo, el Elan +2, con una batalla más amplia y dos asientos traseros más. El Elan finalizó su producción en 1973 y el Elan +2 en 1975. Se estima que se produjeron, entre el Elan original y Elan+2, un total de 17.000 unidades. Por su exitoso diseño y sofisticación tecnológica, el Elan se convirtió en el primer éxito comercial de Lotus, desplegando un más exótico y menos comercial Elite, y obteniendo al mismo tiempo éxitos en carreras en los próximos diez años.
La versión original del Elan fue diseñada por Ron Hickman, quien también diseño el primer Lotus Europa como parte del proyecto Lotus' GT40. Esta generación del Elan con dos plazas era famoso por ser el automóvil que conducía el personaje televisivo Emma Peel en la seria británica Los vengadores. En 2004, la revista Sports Car International nombró al Elan como el sexto en la lista de Top Sports Cars de los años 1960.
El Lotus Elan original se cree que ha sido la inspiración para el diseño del muy exitoso Mazda MX-5 de 1990, conocido en Norteamérica como Mazda Miata.

## Lotus Elan de los años 1990

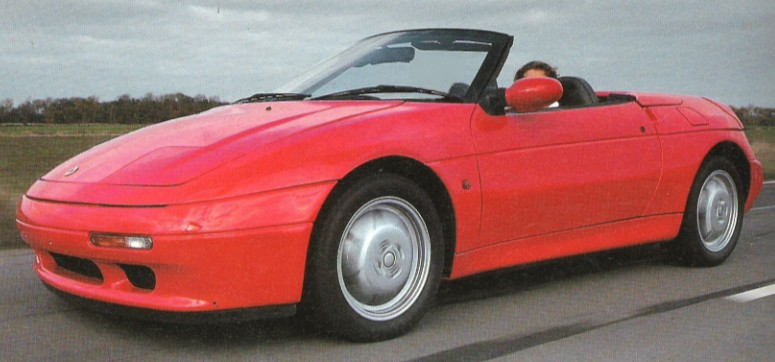
Segunda versión del Lotus Elan, en 1992.

El segundo Lotus Elan, a menudo conocido como Elan M100 basándose en el número interno de modelo para Lotus, fue lanzado en 1989. Fue estilizado por Peter Stevens, quien también fue el responsable de rediseñar el Lotus Esprit.
Los ingenieros de Lotus habían pasado cinco años mejorando otros coches y utilizaron este conocimiento para el nuevo Elan. Estaban buscando un chasis muy rígido y utilizaron sus conocimientos adquiridos para crear un chasis para un descapotable tan rígido como si fuera un cupé.
Para este modelo se utilizó por primera vez una tracción delantera, el motor era un Isuzu turbo de 1588cc twin-cam 16 válvulas (el mismo motor que posteriormente montaría el Isuzu Impulse), motivado por su transmisión de 5 velocidades Isuzu. Fue una apuesta valiente y la curva de potencia era innegable. Cuando fue evaluado por la revista Autocar, fue descrito como «el automóvil disponible más rápido punto a punto. Existían varias ventajas definidas en cuanto a tracción y controlabilidad se refieren e inconvenientes tales como la falta de tirón o el toque en la dirección. Aunque estas desventajas no fueron un problema insalvable, hay que destacar que este modelo ha sido hasta 2008 el único vehículo realizado por Lotus con tracción delantera. Todos los modelos realizados posteriormente, como el Lotus Elise, tienen tracción trasera.
El motor producía 162 CV (121 kW). Aceleraba de 0-100, según la revista Autocar and Motor en 6,5 segundos, y registró una velocidad máxima de 220 km/h.
En junio de 1992 la producción del Elan cesó debido a problemas económicos y el deseo de por los entonces propietarios de Lotus, General Motors, de reducir las pérdidas que ascendían a los 36 millones de libras durante el periodo de producción del Lotus Elan.

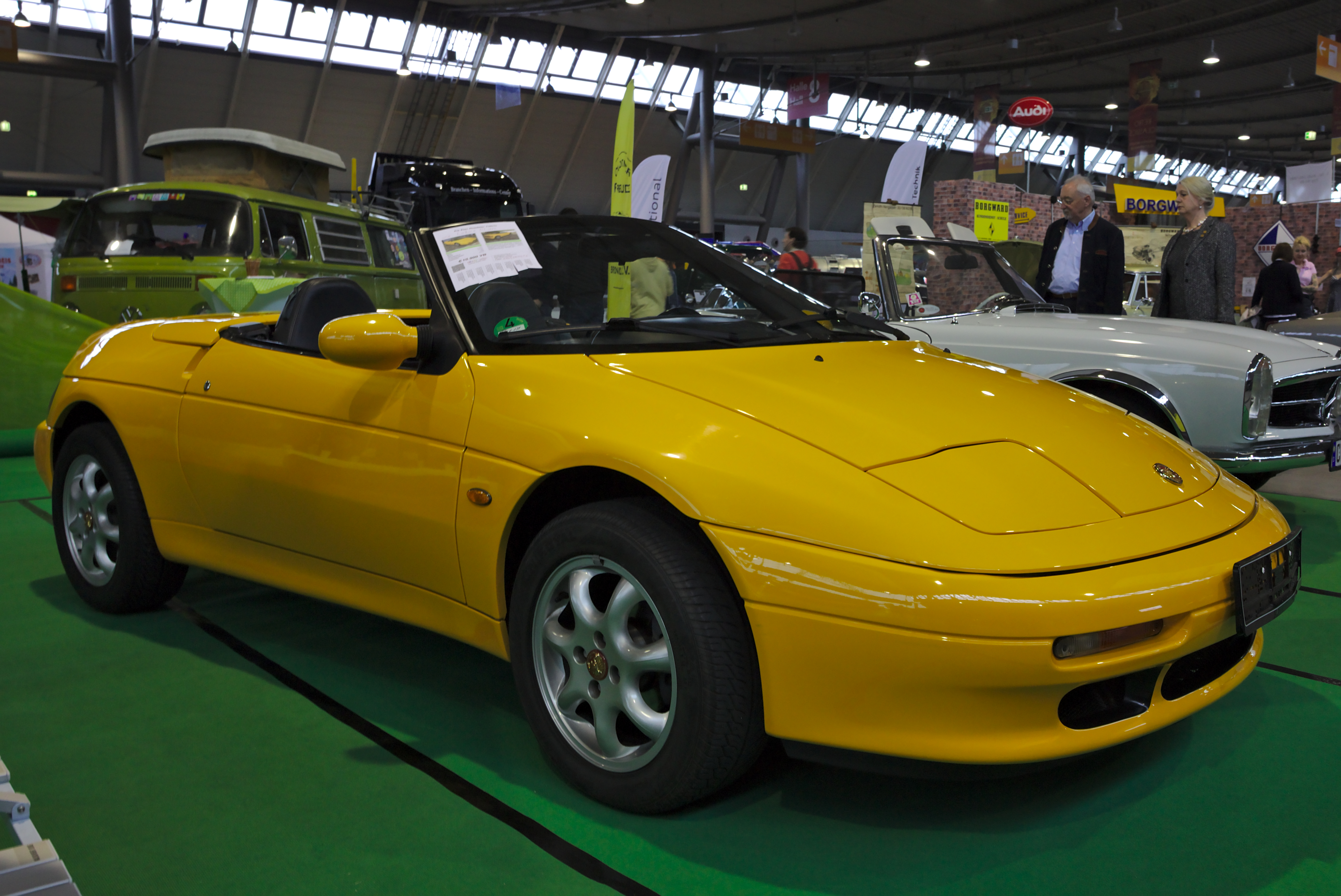
Kia Elan.

En 1996 y 1997, el constructor coreano Kia construyó el Kia Elan bajo licencia para el mercado coreano, utilizando un motor de 151 CV (113 kW) de 1.8 L en lugar del motor de Isuzu 1.6 turbo.

### Producción
Figuran unas cantidades producidas oficiales del Elan verificadas por Lotus UK:
- 1989 (de noviembre hasta diciembre): 14
- 1990 (año completo): 1286
- 1991 (año completo): 2060
- 1992 (de enero hasta julio): 495 (la producción del S1 cesó en julio)
- 1994 (de junio hasta diciembre): 350
- 1995 (de enero hasta septiembre): 450